# Gleierbrück
Gleierbrück ist ein Ortsteil von Lennestadt im Kreis Olpe in Nordrhein-Westfalen. Der Ort liegt direkt an der B 236 in dem Teilabschnitt, der von Altenhundem nach Schmallenberg führt. Die Bahnstrecke Altenhundem–Wenholthausen hatte hier einen Haltepunkt. Sie wurde stillgelegt und abgebaut. Unmittelbar benachbart sind die Orte Langenei und der Luftkurort Saalhausen.
Eine in Ortsnähe befindliche Feldbrücke kennzeichnet die Stelle, an welcher die historische Fernstraße Kriegerweg von Siegen über die Lenne weiter nach Paderborn führte.

## Ortsstruktur
Die Umgebung des Ortes wird geprägt durch das Tal der Lenne, den in die Lenne einmündenden Nebenfluss Gleierbach sowie die das Lennetal umgebenden Gebirgszüge des Rothaargebirges.
Die Ortsumgebung bietet günstige Voraussetzungen für die Fisch- insbesondere Forellenzucht. Der älteste Zuchtbetrieb besteht seit über 100 Jahren und bewirtschaftet derzeit 28 Fischteiche. Neben küchenfertigen Fischen und Räucherprodukten werden in Spezialfahrzeugen auch Setzlinge (neben Forellen auch Zander, Karpfen, Schleien, Störe, Aale u. a.) weit über den Kreis Olpe hinaus vertrieben. Mehr dem Freizeitangebot dient der Anglerpark Sauerländer Anglerglück, der 7 Teiche mit unterschiedlichem Besatz umfasst.
In dem ländlich geprägten Ort mit Fachwerkhäusern befinden sich zwei größere Hotel-Pensionen mit Freizeit- und Wanderangeboten, dabei kann auf die touristischen Veranstaltungen des benachbarten Luftkurortes Saalhausen zurückgegriffen werden. Durch Gleierbrück führen die Radwanderwege Lenneroute und SauerlandRadRing.
Über eine eigene Kapelle bzw. Kirche verfügt der Ort nicht. Im Jahr 1998 erbauten die Dorfbewohner aber einen Glockenturm, der zu bestimmten Tageszeiten und zu besonderen Anlässen erklingt.
Gleierbrück hatte Ende Juni 2020 163 Einwohner. Der Anteil von 20,9 % Senioren ist relativ hoch (Durchschnitt Stadtgebiet: 17,4 %).

## Umbenennung strittiger Straßennamen

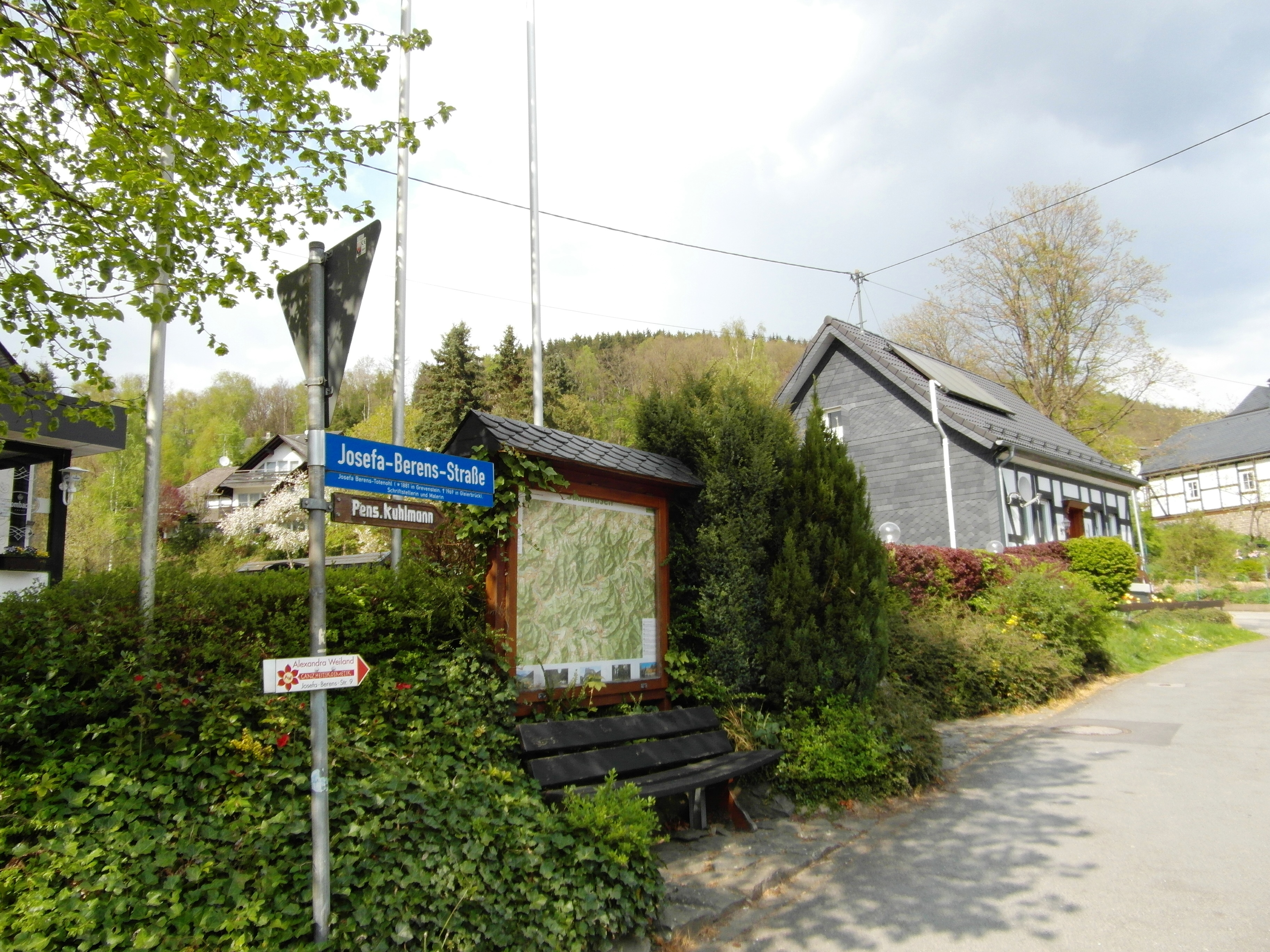
Die umstrittene „Josefa-Berens-Straße“ in Gleierbrück wird zum 1. Januar 2015 umbenannt in „Alter Weg“

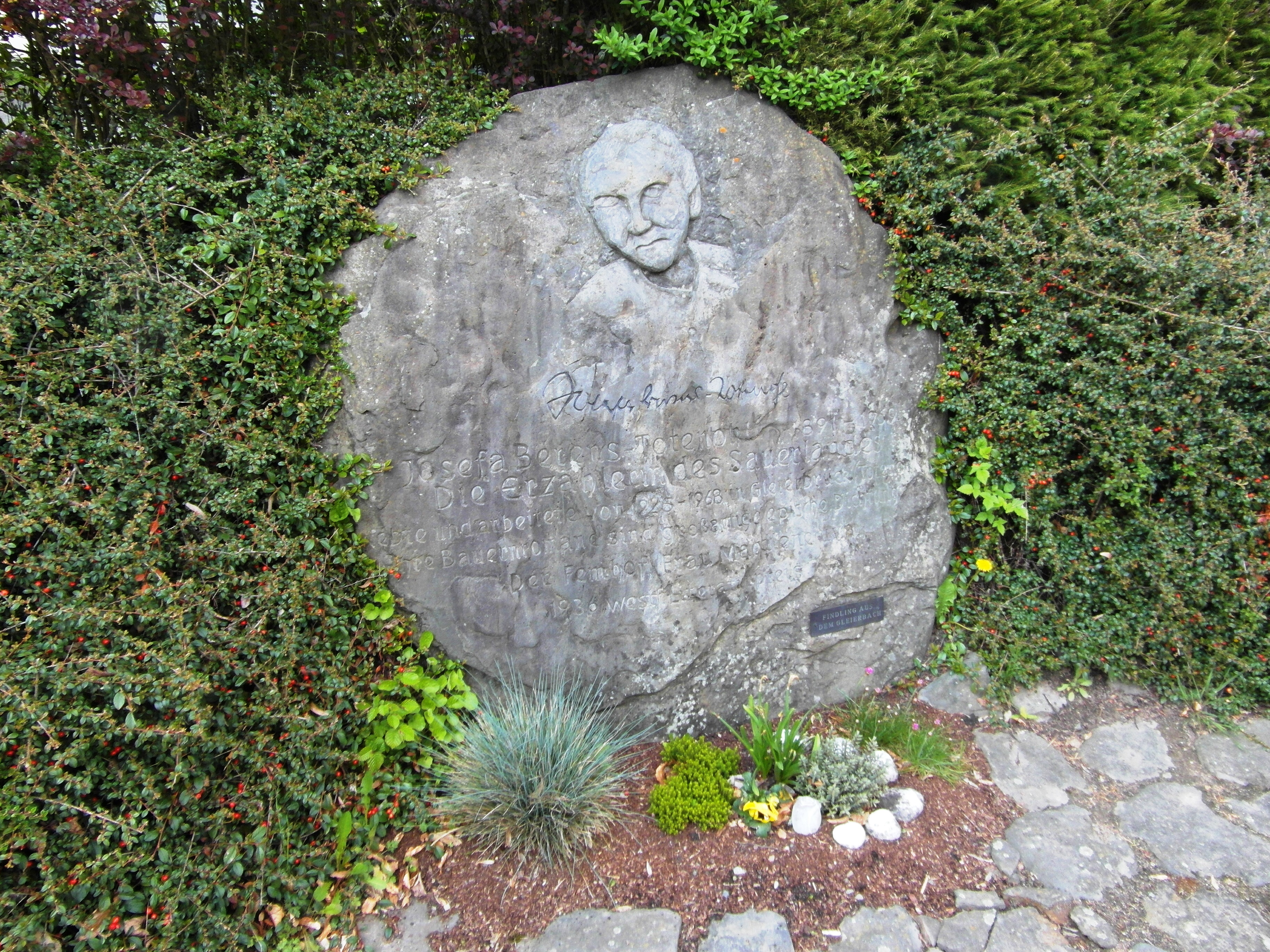
Gedenkstein an Josefa Berens in Gleierbrück. Die stark verwitterte Inschrift enthält u. a. den Hinweis „Die Erzählerin des Sauerlandes lebte und arbeitete von 1925 - 1968 in Gleierbrück. Ihre Bauernromane sind große epische Dichtung. 1936 Westfälischer Literaturpreis“

In den Jahren 1925 bis 1969 lebte und arbeitete in Gleierbrück die im Sauerland bekannte Erzählerin Josefa Berens-Totenohl. Aus dem Preisgeld des ihr im Jahr 1935 verliehenen Westfälischen Literaturpreis errichtete sie im Jahr 1938 das mit seinem Steilgiebel über dem Gleiertal weithin sichtbare Wohnhaus „Femhof“ (benannt nach ihrem 1934 erschienenen Roman „Der Femhof“). Das Gebäude steht unter Denkmalschutz. Wegen ihrer Nähe zur nationalsozialistischen Ideologie werden ihre Person und Werke allerdings sehr kritisch beurteilt; im Detail sei hierzu auf den Einzelbeitrag zu Josefa Berens-Totenohl verwiesen. Der Rat der Stadt Lennestadt hat am 26. Februar 2014 beschlossen, sämtliche Straßenbezeichnungen, die in Gleierbrück an Josefa-Berens-Totenohl und deren Werke erinnern (Josefa-Berens-Straße, Femhofstraße, und Frau-Magdlene-Straße) umzubenennen. Der Rat beauftragte den Bürgermeister, gemeinsam mit den Anliegern der betroffenen Straßen, Vorschläge für eine Neubenennung zu erarbeiten. Der Bürgermeister wies darauf hin, dass sich die Entscheidungsgrundlagen zur Person der Schriftstellerin in den letzten Jahrzehnten deutlich verändert hätten. Entsprechend beschloss die Bürgerversammlung im März 2014, die drei strittigen an Josefa-Berens erinnernden Straßen umzubenennen in „Alter Weg“, „Sonnenweg“ und „Zum Eulensiepen“. Ob auch der Gedenkstein an Josefa Berens-Totenohl beseitigt werden kann, ist fraglich, weil er auf privatem Grundbesitz steht.